# روني باريل
روني باريل (بالإنجليزية: Ronnie Burrell)‏ مواليد 21 يوليو 1983 في نيوجيرسي، هو لاعب كرة سلة أمريكي معتزل. بدأ مسيرته الاحترافية في سنة 2005. حمل الرقم 30. يبلغ طوله 6 قدم 9 بوصة (2.1 م). اعتزل اللعب في 2016.

## المسيرة الاحترافية
لعب مع تليكوم باسكتس بون في الدوري الألماني في موسم 2007–2008، ثم لعب مع أسكو غدينيا من سنة 2008 إلى 2011، ثم لعب مع إي دبليو إي باسكتس أولدنبورغ في الدوري الألماني من سنة 2011 إلى 2013، ثم لعب مع ميدي بايرويت من سنة 2013 إلى 2015.

## روابط خارجية
- روني باريل على موقع الدوري الأوروبي لكرة السلة (الإنجليزية)
- روني باريل على موقع كرة السلة الأوروبية.كوم (الإنجليزية)
- روني باريل على موقع كلية كرة السلة في سبورتس رفرنس.كوم (الإنجليزية)
- روني باريل على موقع ريلجم (الإنجليزية)
- روني باريل على موقع بروبوليرز (الإنجليزية)
- روني باريل على موقع سبورتس رفرنس (الإنجليزية)